# Eurosong 2023 (Belgio)
La ventisettesima edizione di Eurosong si è svolta il 14 gennaio 2023 e ha selezionato il rappresentante del Belgio all'Eurovision Song Contest 2023 a Liverpool, nel Regno Unito.
Il vincitore è stato Gustaph con Because of You.

## Organizzazione
L'emittente fiamminga Vlaamse Radio- en Televisieomroep (VRT) ha confermato la partecipazione del Belgio all'Eurovision Song Contest 2023 il 5 luglio 2022. Il successivo 20 agosto l'emittente ha annunciato il ritorno, per la prima volta dal 2016, della selezione televisiva Eurosong per coinvolgere il pubblico nella scelta del rappresentante eurovisivo.
I sette artisti selezionati hanno preso parte alla selezione con due brani, presentati ogni giorno dal 9 al 13 gennaio 2023, di cui uno è stato scelto dagli stessi per la finale che si è tenuta il 14 gennaio presso il Paleis 12 di Bruxelles. Qui il voto combinato di giuria e televoto ha decretato il vincitore.

### Giuria
La giuria è stata composta da:
- Alexander Rybak, vincitore dell'Eurovision Song Contest 2009 e rappresentante della Norvegia dell'Eurovision Song Contest 2018;
- Nikkie de Jager, presentatrice dell'Eurovision Song Contest 2021;
- Laura Tesoro, rappresentante del Belgio all'Eurovision Song Contest 2016;
- Jérémie Makiese, rappresentante del Belgio all'Eurovision Song Contest 2022;
- Laura Govaerts, conduttrice radiofonica per MNM;
- Ann Reymen, conduttrice radiofonica per Radio 2;
- Korneel De Clercq, conduttore radiofonico per Radio 1;
- Thibault Christiaensen, musicista e conduttore radiofonico per Studio Brussel;
- Francisco Schuster, presentatore televisivo di #LikeMe;
- Leslie Cable, capodelegazione vallone all'Eurovision Song Contest;
- Jasper Van Biesen, scrittore;
- Stephan Monsieur, presidente di OGAE Belgio;
- André Vermeulen, giornalista;
- Elsa Germonpré, coordinatore musicale per Één;
- Manu Lammens, coordinatore musicale per MNM.

## Partecipanti
VRT ha collaborato con varie etichette discografiche belghe per la ricerca dei sette partecipanti, i cui nomi sono stati annunciati l'8 novembre 2022. I titoli dei relativi brani sono stati annunciati il 15 dicembre 2022, per poi essere presentati ciclicamente a partire dal 9 fino al 13 gennaio 2023.
| Artista       | Titolo           | Lingua            | Compositori |
| ------------- | ---------------- | ----------------- | --- |
| Amerrah       | Armageddon       | Inglese           | Astrid Roelants, Zac Poor, Ellen Wilcox                                                                            |
| Amerrah       | The Carnival     | Inglese           | Astrid Roelants, Zac Poor, Ellen Wilcox                                                                            |
| Chérine       | Ça m'ennuie pas  | Francese          | Chérine Mroue, William Rousseau, François Welgryn                                                                  |
| Chérine       | Mon étoile       | Francese          | Chérine Mroue, Hans Francken, Domien Cnockaert                                                                     |
| Gala Dragot   | Emotion Ollie    | Inglese           | Max Robert Baby, Gala Aliaj                                                                                        |
| Gala Dragot   | T'inquiète       | Inglese, francese | Jan Lemmens, Yello Staelens, Gala Aliaj, Pepijn Leenders                                                           |
| Gustaph       | Because of You   | Inglese           | Stef Caers, Jaouad Alloul                                                                                          |
| Gustaph       | The Nail         | Inglese           | Stef Caers |
| Hunter Falls  | Home             | Inglese           | Tchiah Ommar Abdulrahman, Thomas "TK" Karlsson                                                                     |
| Hunter Falls  | Ooh La La        | Inglese           | Tchiah Ommar Abdulrahman, Michael Garvin                                                                           |
| Loredana      | Dream in Colours | Inglese           | Tim Gosden, Maria Broberg, Tristan Henry, Loredana De Amicis, Serge Ramaekers                                      |
| Loredana      | You Lift Me Up   | Inglese           | Udo Mechels, Loredana De Amicis, John Miles Jr., Pat Krimson                                                       |
| The Starlings | Oceanside        | Inglese           | Kato Callebaut, Tom Eeckhout, Jeroen Swinnen, Ashley Hicklin                                                       |
| The Starlings | Rollercoaster    | Inglese           | Kato Callebaut, Tom Eeckhout, Laurell Barker, Thomas Stengaard, Andreas Stone Johansson, Anderz Wrethov, Anna Grey |

## Songclub Show
I Songclub Show sono stati degli show introduttivi che si sono svolti in cinque serate, dal 9 al 13 gennaio 2023, e hanno visto i 7 partecipanti selezionare la canzone con cui avrebbero gareggiato per la finale. Durante queste serate ogni artista ha presentato la versione completa di entrambi i brani, di fronte agli altri artisti partecipanti in uno studio televisivo a Tournai, comune vallone. Dopo l'esibizione l'artista partecipante ha scelto con quale dei due brani si sarebbe esibito nella serata finale.

### Prima puntata
La prima puntata è andata in onda il 9 gennaio 2023 e ha visto Loredana selezionare il suo brano eurovisivo per la finale.
| # | Artista  | Titolo           |
| - | -------- | ---------------- |
| 1 | Loredana | Dream in Colours |
| 2 | Loredana | You Lift Me Up   |

### Seconda puntata
La seconda puntata è andata in onda il 10 gennaio 2023 e ha visto Chérine e Hunter Falls selezionare i loro brani eurovisivi per la finale.
| # | Artista      | Titolo          |
| - | ------------ | --------------- |
| 1 | Chérine      | Mon étoile      |
| 2 | Chérine      | Ça m'ennuie pas |
| 3 | Hunter Falls | Ooh La La       |

### Terza puntata
La terza puntata andrà in onda l'11 gennaio 2023 e ha visto Hunter Falls e Ameerah selezionare i loro brani eurovisivi per la finale.
| # | Artista      | Titolo       |
| - | ------------ | ------------ |
| 1 | Hunter Falls | Home         |
| 2 | Amerrah      | Armageddon   |
| 3 | Amerrah      | The Carnival |

### Quarta puntata
La quarta puntata è andata in onda il 12 gennaio 2023 e ha visto Gala Dragot e Gustaph selezionare i loro brani eurovisivi per la finale.
| # | Artista     | Titolo         |
| - | ----------- | -------------- |
| 1 | Gala Dragot | Emotion Ollie  |
| 2 | Gala Dragot | T'inquiète     |
| 3 | Gustaph     | Because of You |

### Quinta puntata
La quinta puntata è andata in onda il 13 gennaio 2023 e ha visto Gustaph e The Starlings selezionare i loro brani eurovisivi per la finale.
| # | Artista       | Titolo        |
| - | ------------- | ------------- |
| 1 | Gustaph       | The Nail      |
| 2 | The Starlings | Oceanside     |
| 3 | The Starlings | Rollercoaster |

## Finale
La finale si è tenuta il 14 gennaio 2023 presso il Paleis 12 di Bruxelles ed è stata presentata da Peter Van de Veire.
A vincere il voto della giuria e il televoto sono stati rispettivamente Gala Dragot e The Starlings; tuttavia, gli scarsi risultati nel televoto della prima e nel voto della giuria per i secondi hanno fatto sì che Gustaph, terzo e secondo nelle rispettive votazioni, vincesse una volta sommati i punti.
| # | Artista       | Titolo          | Punteggio | Punteggio | Punteggio | Posizione |
| # | Artista       | Titolo          | Giuria    | Televoto  | Totale    | Posizione |
| - | ------------- | --------------- | --------- | --------- | --------- | --------- |
| 1 | Hunter Falls  | Ooh La La       | 84        | 44        | 128       | 7         |
| 2 | Chérine       | Ça m'ennuie pas | 145       | 123       | 268       | 4         |
| 3 | The Starlings | Rollercoaster   | 94        | 183       | 277       | 2         |
| 4 | Amerrah       | The Carnival    | 107       | 64        | 171       | 5         |
| 5 | Gustaph       | Because of You  | 121       | 157       | 278       | 1         |
| 6 | Gala Dragot   | T'inquiète      | 146       | 125       | 271       | 3         |
| 7 | Loredana      | You Lift Me Up  | 83        | 84        | 167       | 6         |

## Ascolti
| Puntata       | Messa in onda   | Telespettatori | Note   |
| ------------- | --------------- | -------------- | ------ |
| Songclub Show | 9 gennaio 2023  | 775 323        | [ 14 ] |
| Songclub Show | 10 gennaio 2023 | 790 522        | [ 15 ] |
| Songclub Show | 11 gennaio 2023 | 631 988        | [ 16 ] |
| Songclub Show | 12 gennaio 2023 | 715 039        | [ 17 ] |
| Songclub Show | 13 gennaio 2023 | 606 507        | [ 18 ] |
| Finale        | 14 gennaio 2023 | 892 781        | [ 19 ] |
| Media         | Media           | 735 360        |        |